# 阿尔库什 (阿纳迪亚)
阿尔库什 (阿纳迪亚)是葡萄牙阿威罗区的一个堂区。总面积12.02平方公里，总人口5533人，人口密度460.3人/平方公里。